# Holger Sundström
Holger Bertil Sundström (* 17. April 1925 in Göteborg; † 9. April 2023 ebenda) war ein schwedischer Segler.

## Erfolge
Holger Sundström, der für die Kattegattflottiljen in Göteborg segelte, nahm an den Olympischen Spielen 1964 in Tokio mit Pelle Petterson in der Bootsklasse Star teil. Mit 5527 Gesamtpunkten belegten sie in ihrem Boot Humbug V den dritten Platz hinter Durward Knowles und Cecil Cooke von den Bahamas und den US-Amerikanern Richard Stearns und Lynn Williams, womit sie Bronzemedaille gewannen. Bei Weltmeisterschaften belegte er im Starboot 1962 den 20. und 1966 den siebten Platz.